# Fokos-Fuchs Dávid
Fokos-Fuchs Dávid Rafael (Bzenec, 1884. december 10. – Budapest, 1977. július 11.) gimnáziumi tanár és igazgató (1907-1948), egyetemi tanár, nyelvész, etnográfus, a Magyar Tudományos Akadémia levelező tagja (1945), a nyelvészeti tudományok doktora (1957). Fia, Fuchs László (1924–) matematikus; lánya Fuchs Edit (1927–2004) tanárnő.

## Életútja
Fokos-Fuchs 1884. december 10-én született a morvaországi Bzenecben, Fuchs Ármin és Redlich Ernesztin ötödik gyermekeként. Fuchs Ármin igazgató-tanító betegség miatt történő nyugdíjazását követően a család 1887-ben Pozsonyba költözött. 1894-től 1902-ig Fokos-Fuchs a pozsonyi királyi katolikus főgimnáziumban végezte tanulmányait, német anyanyelve mellé itt sajátította el a magyar nyelvet is.
Érettségije megszerzése után a budapesti Pázmány Péter Tudományegyetemen kezdett tanulni, ahol 1907-ben doktori címet és magyar-latin-német szakos tanári diplomát szerzett. Az egyetemen ismerkedett meg a finnugor nyelvtudománnyal, egyetemi oktatói Szinnyei József és Simonyi Zsigmond voltak. Doktori dolgozata írása kapcsán felmerült kérdéseivel Munkácsi Bernátot is felkereste, akivel megismerkedésüket követően szoros baráti kapcsolatban álltak. 
Diplomája megszerzése után Fokos-Fuchs a Pesti Izraelita Hitközség polgári iskoláiban, majd gimnáziumában dolgozott tanárként, később igazgatóként. Oktatói tevékenysége mellett rendszeresen publikált tudományos írásokat a Keleti Szemlében, illetve a Magyar Nyelvőrben.
Az első világháború idején zászlósi rangban több mint négy éven át szolgált a lovasságnál, hadtáposként az orosz és az olasz frontot is megjárta. Leszerelésekor bronz vitézségi éremmel tüntették ki. 1944 júniusában Fokos-Fuchsot, feleségét és lányát csillagos házba telepítették ki, fiát Jugoszláviába hurcolták kényszermunkára. 1944 novemberében kényszermunkára vitték Budapesten, innen svájci schutzpass segítségével három hét után szabadult. Fokos-Fuchs családjával együtt 1945 januárjában szabadult a német megszállás alól, életveszélyesen gyenge állapotban. Csak hónapokkal később tudta folytatni iskola-igazgatói és nyelvészeti munkáját. 
1919–1928 között a Pesti Izraelita Hitközség Alapítványi Főgimnáziumának (1925-től Reálgimnáziumának) oktatója volt. 1928–1933 között az izraelita polgári fiúiskola, majd a polgári leányiskola igazgatójaként dolgozott. 1933–1940 között az izraelita hitközségi gimnázium igazgató-helyettese, 1940–1942 között megbízott igazgatója, 1942–1948 között pedig kinevezett igazgatója volt. 1945–1947 között az Országos Néptanulmányi Egyesület titkáraként és elnökeként tevékenykedett. 1948-ban vonult nyugdíjba.
1964-ben rövid időn belül több szívinfarktust kapott, bár állapota folyamatosan javult, teljesen már soha nem épült fel. 1977. július 11-én kórházi ápolás közben hunyt el. Július 17-én temették el a Kozma utcai izraelita temetőben. A szertartást Máté Miklós rabbi végezte, a Nyelvtudományi Társaság részéről Lakó György, az ELTE Finnugor Tanszékének részéről Bereczki Gábor búcsúztatta.

## Tudományos munkássága

### Terepmunkán
A Nemzetközi Közép- és Kelet-ázsiai Társaság ösztöndíjával Fokos-Fuchs két alkalommal is Komiföldre utazhatott nyelvészeti és néprajzi anyagot gyűjteni. 1911-es nyolchetes terepmunkája során a Vologdai Kormányzóság területén élő komik között a komi nyelv vicsegdai, alsó-vicsegdai és sziszolai nyelvjárását tanulmányozta, 1913-as hathetes terepmunkája során a nyelv udorai nyelvjárásáról gyűjtött adatokat.    
1914-ben Simonyi Zsigmond vetette fel először annak a lehetőségét, hogy az Esztergom-Kenyérmezőn üzemelő hadifogolytáborban őrzött komi, udmurt, mari és más nemzetiségű foglyoktól kutatók nyelvészeti és néprajzi anyagot gyűjtsenek. Fokos-Fuchs katonai szolgálata idején, 1915-ben és 1916-ban az Akadémia kérvényezésére különleges engedéllyel a komi nemzetiségű oroszországi hadifoglyok körében végzett gyűjtőmunkát.

### Publikációi
Fokos-Fuchs élete során mintegy 400 publikációt jelentetett meg. Terepmunkáin és a hadifogolytáborban gyűjtött szövegeit, illetve szótani gyűjtései és a szövegek szóanyagának feldolgozásával készített szótárát életében sajtó alá rendezte. Szótári gyűjtései a II. világháborút az MTA óvóhelyén vészelték át, a szócédulák akkor is megmenekültek, amikor Fokos-Fuchs lakása 1956. november 4-én szovjet találatot kapott.  
Bár elsősorban a komi és az udmurt nyelvek kutatójaként ismeri a hazai és nemzetközi nyelvtudomány, munkássága túlmutat a permi nyelvek kutatásán, tanulmányai a nyelvtudomány szinte minden területét érintik. A hangtani problémák éppúgy érdekelték, mint az alaktan és a mondattan, amelyek talán a legkedveltebb kutatási területei voltak. Munkásságának fontos területe volt az etimológiai kutatások is, részletesen foglalkozott a nyelvi kölcsönzés elméleti kérdéseivel is (Aus dem Gebiete der Lehnbeziehungen (ALH 3., 1953)). Gyűjtőmunkájának eredményeit a Volksdichtung der Komi (Syrjänen) című szöveggyűjteményében (Budapest, 1951), valamint a kétkötetes Syrjänisches Wörterbuch-jában (Budapest, 1959) tette közzé. 
Magyar nyelvű munkáit Fokos Dávid néven jegyezte, Magyarországon, de idegen nyelven írt munkáiban a David Rafael Fokos-Fuchs változatot használta. Külföldi publikációit születési nevén, David Rafael Fuchsként írta alá. A Fokos nevet Vikár Béla javasolta neki, mert az azonos kezdőbetű mellett az „okos” szót is tartalmazta.

### Hagyatékgondozás
1911-ben Szerafim Patkanov jegyzeteinek sajtó alá rendezése után déli hanti nyelvtant jelentetett meg.   
1938 nyarán a helsinki Finnugor Társaság meghívására Finnországba utazott, hogy ott közreműködjön Artturi Kannisto manysi gyűjtéseinek német fordításában és a megjegyzések elkészítésében. A további együttműködést a világháború kitörése akadályozta meg.     
1952-ben Finnországban jelentette meg egy terjedelmes kötetben Munkácsi Bernát kiadatlan udmurt gyűjtéseit: ezeknek szövegét Munkácsi udmurt nemzetiségű oroszországi hadifoglyoktól gyűjtötte az I. világháború idején.   
Folytatta Reguly Antal és Pápay József hanti gyűjtéseinek feldolgozását. Az Osztják (chanti) hősénekek című sorozat általa szerkesztett két kötete 1963-ban és 1965-ben jelent.    

### A tudományos közösségben
Fokos-Fuchsot 1913-ban választották a Magyar Tudományos Akadémia Nyelvtudományi Bizottságának tagjává. Ugyanebben az évben lett levelező tagja a helsinki Finnugor Társaságnak is. Tiszteletbeli tagjává választotta a Finnugor Társaság, az Irodalmi és Művészeti Társaság, és a Societas Uralo-Altaica is.   
1919-ben Debrecenben, 1928-ban Pozsonyban ajánlottak fel neki egyetemi tanári állást, de egyik megbízatást sem fogadta el.     1945-ben a Magyar Tudományos Akadémia levelező tagjává választották, ám 1949-ben az Akadémia szovjet mintára történő átszervezésének során számos társával együtt tanácskozó taggá minősítették vissza. Akadémiai tagságát csak halála után, 1989-ben állították helyre a rendszerváltozás után.       
1963-ban az Eötvös Loránd Tudományegyetem egyetemi tanári címmel tüntette ki. Betegsége miatt már csak hivatalát csak fél évig tudta ellátni, de lakásán gyakran adott privát órákat a finnugor nyelvek oktatónak, kutatóinak.      
Jubileumai alkalmával rendszeresen cikkben köszöntötték a magyar mellett a finn, komi és udmurt tudományos és közéleti lapok, születésnapja tiszteletére ünnepi kötetet jelentetett meg 1959-ben a Nyelvtudományi Közlemények, 1974-ben a Nyelvtudományi Közlemények és az Acta Linguistica.

## Emlékezete
Sírja a budapesti Rákoskeresztúri Kozma utcai izraelita temetőben található (5B-9-5), melyet a Nemzeti Emlékhely és Kegyeleti Bizottság védetté nyilvánított. 1996-ban lakóházán (Budapest VII. kerület Dózsa György út 60.) emléktáblát avattak. 1974-ben a Magyar Nyelvtudományi Társaság megalapította a Fokos-Fuchs Dávid-díjat.

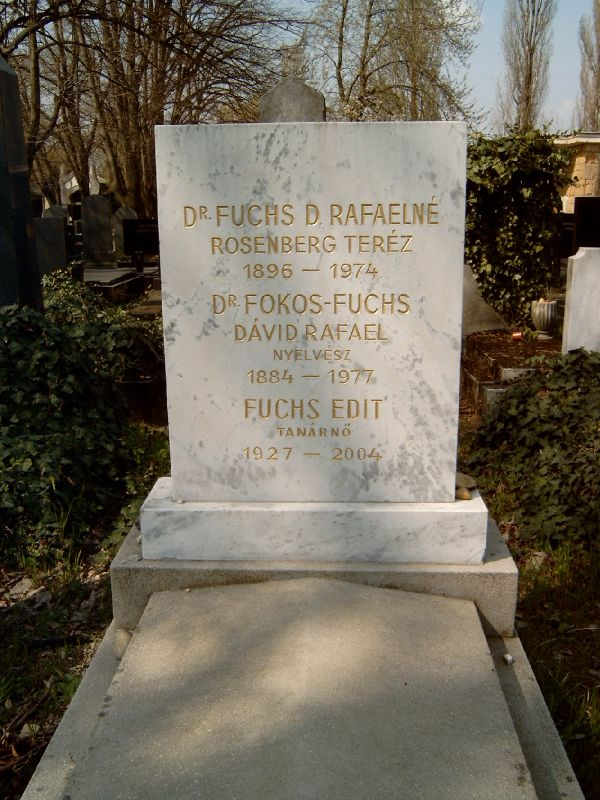
Fokos-Fuchs Dávid Rafael nyelvész, etnográfus sírja Budapesten. Kozma utcai izraelita temető: 5B-9-5

## Művei (válogatás)
- A locativus-féle határozók a votjákban. Egyetemi doktori értekezés (Nyelvtudományi Közlemények, 1906)
- Laut- und Formenlehre der süd-ostjakischen Dialekte auf Grund der Sammlungen und grammatikalischen Aufzeichnungen von S. Patkanov (Budapest, 1911)
- Eine Studienreise zu den Syrjänen (Keleti Szemle, 1911)
- A vogul–osztják tárgyas igeragozásról (Nyelvtudományi Közlemények, 1911)
- Zürjén népköltészeti mutatványok (Budapest, 1912-1913)
- Zürjén szövegek (Budapest, 1916)
- Finnugor-török mondattani egyeztetések (Budapest, 1934)
- Vogul-osztják duálisképző (Nyelvtudományi Közlemények, 1935)
- Egy vogul-osztják „névutó” (Budenz József Emlékkönyv, Budapest, 1936)
- Übereinstimmungen in der Syntax der finnisch-ugrischen und türkischen Sprachen (Finnisch-ugrische Forschungen, 1937)
- A finnugor és a török mondat ősi sajátságai. Finnugor–török mondattani egyezések (Budapest, 1941)
- Jelentéstani párhuzamok (Heller Bernát Emlékkönyv, Budapest, 1941)
- ‘Test’ jelentésű összetételek (Az Országos Néptanulmányi Egyesület Évkönyve. 1943. Szerkesztette: Vikár Béla, Budapest, 1943)
- Osztják – chanti – hősénekek. Reguly Antal és Pápay József gyűjtése. Zsirai Miklós hagyatékából sajtó alá rend. I–IV. köt. (Reguly Könyvtár. 1–4. Budapest, 1944–1965)
- Nyelvrokonság bizonyításának lehetősége mondattani alapon. Akadémiai székfoglaló. (Elhangzott: 1945. nov. 5.)
- Der Komparativ und Superlativ in den finnisch-ugrischen Sprachen. (Finnisch-ugrische Forschungen, 1949)
- Etymologisches, Semasiologisches. (Finnisch-ugrische Forschungen, 1951)
- Volksdichtung der Komi Syrjänen (Budapest, 1951)
- Munkácsi Bernát: Volksbräuche und Volksdichtung der Wotjaken (Sajtó alá rendezte, Helsinki, 1952)
- Aus dem Gebiete der Lehnbeziehungen (Acta Linguistica, 1953)
- Umstandsbestimmungen des Masses und der Menge in den finnisch-ugrischer Sprachen (Acta Linguistica, 1955)
- Die Verbaladverbien der permischen Sprachen (Acta Linguistica, 1958)
- Etymologisches aus den permischen Sprachen (Finnisch-ugrische Forschungen, 1958)
- Syrjänisches Wörterbuch (Budapest, 1959)
- A magyar határozói igenevek és a gerundium (Magyar Nyelv, 1959)
- Aus der Syntax der ural- altaischen Sprachen (Acta Linguistica, 1960)
- Über den Ursprung einer syrjänischen Konjunktion (Acta Linguistica, 1961)
- Rolle der Syntax in der Frage nach Sprachverwandtschaft. Mit besonderer Rücksicht auf das Problem der ural-altaischen Sprachverwandtschaft. Monográfia. (Ural-altaische Bibliothek. Wiesbaden, 1962)
- Aus dem Gebiete der finnisch-ugrischen Verbalnomina (CIFU IX, Budapest, 1963)
- Aus dem Gebiete der Komposita der uralischen und altaischen Sprachen (Acta Orientalia, 1965)
- Das syrjänische Komitativ-suffix (Acta Linguistica, Budapest, 1966)

## Díjai
- Révai Miklós-emlékérem (1974)[3]